# Dipara canadensis
Dipara canadensis är en stekelart som beskrevs av Karl-Johan Hedqvist 1969. Dipara canadensis ingår i släktet Dipara och familjen puppglanssteklar. Inga underarter finns listade i Catalogue of Life.